# 존 홈

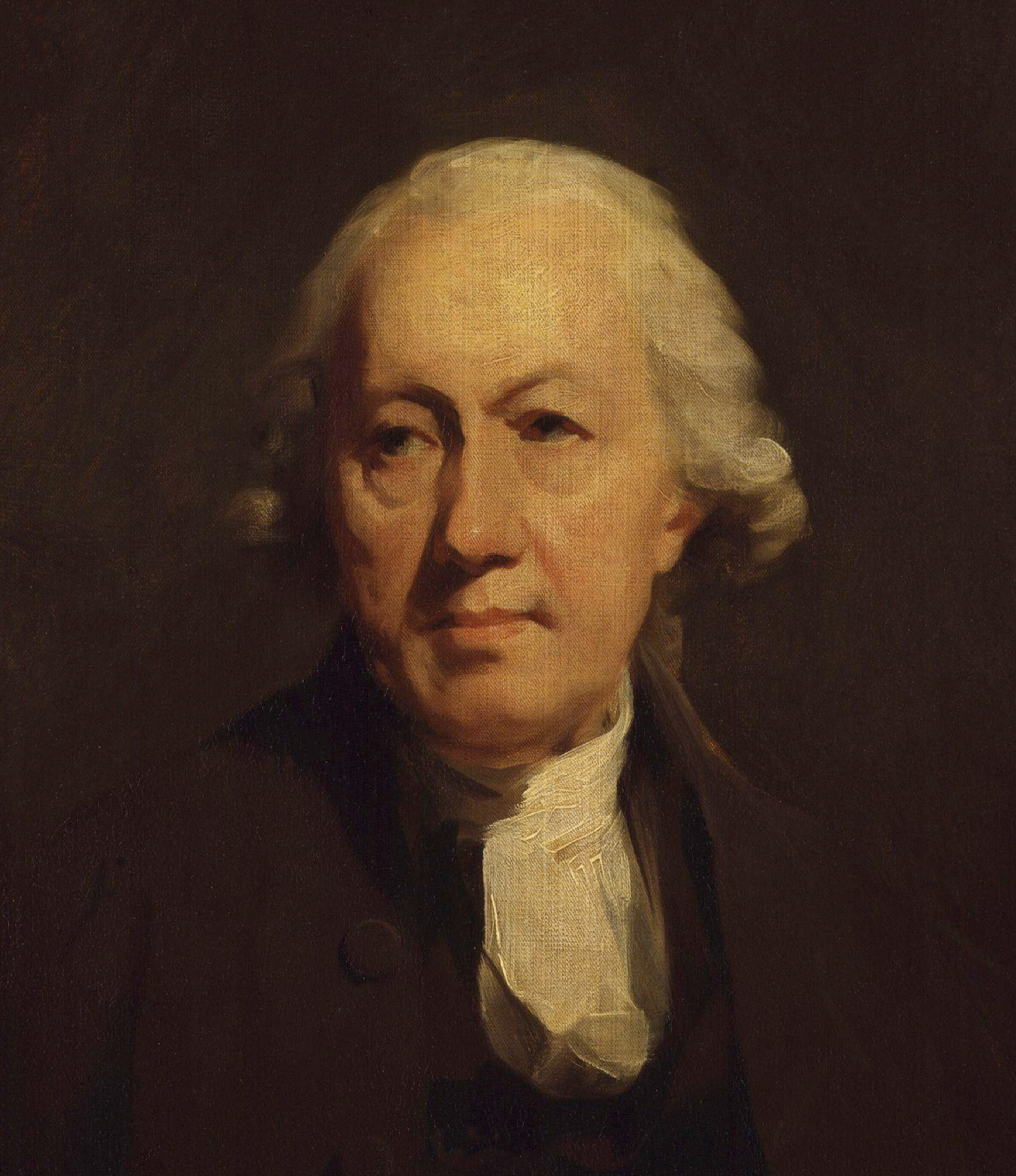
존 홈의 초상화

존 홈(John Home, 1722년 9월 13일 - 1808년 9월 4일)은 스코틀랜드의 목회자로 군인이며 작가이다. 그의 작품인 '더글라스 (연극)'는 제2차 세계 대전까지 스코틀랜드 학교의 교과서에 수록되었다. 하지만, 현재는 기억 속에 잊혀졌다. 1783년에 에든버러 왕립협회의 초창기 설립자 중의 한 명이었다.
그는 처음 작품인 아기스 (연극)을 발표하였드나, 더글라스 (연극)으로 더 나은 명성을 얻었다.